# Kwantumgetal
Kwantumgetallen worden in de kwantummechanica gebruikt voor het beschrijven van kwantumtoestanden. Een stel kwantumgetallen karakteriseert een eigentoestand van een kwantummechanisch systeem volledig. Zij kunnen, in tegenstelling tot de beschrijvende grootheden in de klassieke mechanica, alleen discrete waarden aannemen. Er zijn verschillende kwantumgetallen voor verschillende eigenschappen, en ook voor verschillende deeltjes.
Kwantumgetallen zijn vanwege hun discrete aard contra-intuïtief in vergelijking met de klassieke continue wereld. Het is echter een wezenlijk kenmerk van de kwantummechanica dat bepaalde grootheden alleen maar exacte, discrete waarden kunnen hebben.
Behalve in de atoom- en molecuulfysica zijn kwantumgetallen ook van essentieel belang in de deeltjesfysica. Daar dienen zij om atoomkernen en subatomaire deeltjes en hun toestandsovergangen te beschrijven.

## Gebonden elektronen
Een gebonden elektron is een elektron dat zich niet vrij door de ruimte kan bewegen. Een elektron dat deel uitmaakt van een atoom is daar een voorbeeld van. De eigentoestanden van een gebonden elektron en zijn golffuncties worden beschreven door vier kwantumgetallen:
{\displaystyle |\psi \rangle =|n,l,m,s\rangle }

### Hoofdkwantumgetal
Het hoofdkwantumgetal n beschrijft in het schillenmodel de schil waarin het elektron zich met een waarschijnlijkheid van 90% bevindt. Het beschrijft het basale energieniveau en kan willekeurige natuurlijke getalwaarden groter dan nul aannemen:
{\displaystyle n\in \{1,2,3,\ldots \}}
Dit komt overeen met steeds hogere aangeslagen toestanden. Bij zeer grote n spreekt men van Rydberg-atomen.
Het energieniveau voor het waterstofatoom volgt uit het hoofdkwantumgetal:
{\displaystyle E_{n}=-{me^{4} \over 8\epsilon _{0}^{2}h^{2}}\cdot {1 \over n^{2}}=-E_{R}{1 \over n^{2}}}
waarin {\displaystyle E_{R}=13{,}6} eV (Rydberg-Energie).

### Nevenkwantumgetal
Het nevenkwantumgetal l, ook wel impulsmomentkwantumgetal genaamd, bepaalt de vorm van het orbitaal van een atoom. Het kan de waarde 0 en willekeurige natuurlijke getallen aannemen, maar moet in ieder geval kleiner zijn dan n:
{\displaystyle l\in \{0,1,2,\ldots ,n-1\}}
De nevenkwantumgetallen worden ook vaak met de letters s, p, d, f, g, h, i, k, ... aangeduid.
De naam 'impulsmomentkwantumgetal' is historisch bepaald en is gebaseerd op de voorstelling dat dit kwantumgetal het impulsmoment van het om de atoomkern draaiende elektron beschrijft (zie atoommodel van Sommerfeld). Tegelijkertijd is {\displaystyle l(l+1)\hbar ^{2}} de eigenwaarde van de impulsmomentoperator L2 .

### Magnetisch kwantumgetal van het impulsmoment
Het magnetisch kwantumgetal van het impulsmoment wordt met m aangeduid en beschrijft de ruimtelijke oriëntatie van het baanimpulsmoment van het elektron. Het mag in waarde niet groter zijn dan het nevenkwantumgetal l, maar het mag wel negatieve waarden aannemen:
{\displaystyle m\in \{-l,-(l-1)\ldots (l-1),l\}}
Het wordt magnetisch kwantumgetal genoemd omdat de extra potentiële energie in een magneetveld in de z-richting (normaal zeemaneffect) ervan afhangt (bij m = 0 geen z-component, dat wil zeggen geen extra potentiële energie; bij m = l alleen een z-component, dat wil zeggen maximale extra energie).

### Spinkwantumgetal
Het spinkwantumgetal s van het elektron beschrijft de oriëntatie van de spin van het elektron. Het is halftallig:
{\displaystyle s={\tfrac {1}{2}}}
Voor de projectie van de spin in de z-richting zijn er maar twee mogelijkheden:
{\displaystyle s_{z}\in \left\{-{\tfrac {1}{2}},+{\tfrac {1}{2}}\right\}}

## Verdere kwantumgetallen

### Kwantumgetal van het totale impulsmoment
Het kwantumgetal van het totale impulsmoment beschrijft het totale impulsmoment van een elektron, waarbij de spin gekoppeld is aan het impulsmoment en de beide impulsmomenten niet meer kunnen worden onderscheiden.
Voor het kwantumgetal geldt bijvoorbeeld bij LS-koppeling:
{\displaystyle J=(L+S),(L+S-1),\ldots ,|L-S|}

### Kernspinkwantumgetal
Het kernspinkwantumgetal beschrijft het impulsmoment van een atoomkern. Het is samengesteld uit de spins van de afzonderlijke neutronen en protonen en kan daardoor alleen positieve heel- of halftallige waarden aannemen. Zie ook Spin (kwantummechanica).

## Meer-elektronensystemen
In tegenstelling tot waterstof bestaan de schillen van andere atomen uit meerdere elektronen die elkaar beïnvloeden. Desondanks kan men hun toestand vaak bij benadering door bovengenoemde kwantumgetallen beschrijven. Om dergelijke systemen echter van een-elektronsystemen te onderscheiden, worden de kwantumgetallen in dat geval met hoofdletters geschreven. Zo is dan bijvoorbeeld S het totale impulsmoment van alle elektronen.
Men moet zich echter realiseren dat elektronen fermionen zijn en dus onderhavig zijn aan het Pauli-principe: er mogen geen twee elektronen alle kwantumgetallen gelijk hebben.